# 좋은 친구들 (2019년 예능 프로그램)
《좋은 친구들》은 SBS Plus에서 방송됐던 텔레비전 프로그램이다.

## 방송 개요
친구들과 함께 떠나는 48시간 여행! 48시간 동안 게임과 미션을 수행하며 '시간' 획득. 누적 획득한 시간으로 최종 파이널 미션에 도전한다.

## 방송 시간
| 방송 채널 | 방송 기간                        | 방송 시간             | 비고 |
| SBS Plus  |                                  |                       |      |
| --------- | -------------------------------- | --------------------- | ---- |
| SBS Plus  | 2019년 9월 29일 ~ 2020년 2월 9일 | 일요일 오전 11시 00분 |      |

## 진행
- 이창명

## 1기 출연자
| 팀명              | 출연자                           | 기간                              | 회차       |
| ----------------- | -------------------------------- | --------------------------------- | ---------- |
| 장동민과 친구들   | 장동민, 유상무, 김영준, 이영준   | 2019년 9월 29일 ~ 2020년 2월 9일  | 1회 ~ 20회 |
| 브라이언과 친구들 | 브라이언, 홍석천, 하휘동, 홍승란 | 2019년 9월 29일 ~ 2020년 2월 9일  | 1회 ~ 20회 |
| 최성준과 친구들   | 최성준, 오현민, 도은, 김종진     | 2019년 9월 29일 ~ 2020년 2월 9일  | 1회 ~ 20회 |
| 에이프릴          | 윤채경, 레이첼, 양예나, 이진솔   | 2019년 9월 29일 ~ 2019년 10월 6일 | 1회 ~ 2회  |
| 다이아            | 기희현, 예빈, 은채, 주은         | 2019년 10월 16일 ~                | 3회 ~      |